# بارنوم آیلند (نیویورک)
بارنوم آیلند (به انگلیسی: Barnum Island) یک منطقهٔ مسکونی در ایالات متحده آمریکا است که در شهرستان نساو، نیویورک واقع شده‌است. بارنوم آیلند ۳٫۴ کیلومتر مربع مساحت و ۲٬۴۱۴ نفر جمعیت دارد و ۰ متر بالاتر از سطح دریا واقع شده‌است.